# Емілі Проктер
Емілі Мелорі Проктер (нар. 8 жовтня 1968) — американська акторка та активістка. Виконавиця ролі Ейнслі Хейс у політичній драмі NBC «Західне крило» (2000—2002; 2006) і "Дет. Каллі Дюкен у поліцейській драматичній драмі CSI: Маямі (2002—2012).

## Ранні роки
Народилася 8 жовтня 1968 року і немовлям була удочерена Вільямом Проктером, лікарем загальної практики, і Барбарою Джонс, волонтеркою. Виросла в Ролі, штат Північна Кароліна. Їй було три роки, коли її батьки розлучилися. У неї є старший брат Віт, якого також усиновили.
Відвідувала школу Рейвенскрофт у Ролі. Під час навчання в Університеті Східної Кароліни стала членкинею жіночого товариства Alpha Delta Pi і працювала ведучою телевізійної погоди на WNCT-TV у Грінвіллі, штат Північна Кароліна, зрештою закінчивши навчання зі ступенем журналістики та танцю.

## Кар'єра
Після того, як Проктер переїхала до Лос-Анджелеса, її батько заплатив за її навчання в акторській школі протягом двох років. До завершення навчання вона вже отримала кілька невеликих ролей у кіно, зокрема в спортивній романтичній комедійній драмі Кемерона Кроу «Джеррі Магуайр» (1996), а також як партнерка з Девідом Швіммером і Крісом Купером у телевізійному фільмі «Груди чоловіків» (1997). У 1996 році Проктер зіграла роль Лани Ленг у супергеройській драмі ABC «Лоїс і Кларк: Нові пригоди Супермена». Вона ненадовго з'явилася в телевізійному фільмі Герцоги Хаззарда: возз'єднання! (1997) в ролі Мейвіс і драмі «Постріли в тіло» (1999) в ролі Вітні Браянт.
У 1995 році Проктер зіграла Аннабель, короткочасну закоханість Джої Тріббіані (Метт Леблан), у другому епізоді другого сезону серіалу NBC «Друзі» під назвою «Той, що має грудне молоко». З 2000 по 2002 рік і знову в 2006 році Проктер грала роль помічниці радника Білого дому Ейнслі Хейс у політичній драмі NBC «Західне крило».
Проктер виконала головну роль Каллі Дюкейн у додатковому фільмі CSI: Маямі. Шоу виходило на CBS протягом 10 сезонів, з 23 вересня 2002 року по 8 квітня 2012 року.
Проктер взяла участь у заході Live Earth у 2007 році, прочитавши вголос разом із кількома іншими акторками есе, яке Мішель Гарднер-Квінн написала студенткою Університету Вермонта.
У лютому 2013 року Проктер зіграла повторювану роль у двох останніх епізодах четвертого сезону кримінальної драми «Білий комірець» телеканалу USA Network. Вона зіграла Аманду Каллавей, агентку з Атланти, яку підвищили до керівниці відділу боротьби зі злочинами ФБР у Нью-Йорку.

## Активізм
У 2019 році Проктер заснувала некомерційну організацію під назвою Ground Breakers, яка підтримує зміни, спільноту та справедливу інфраструктуру. Ground Breakers пропонує соціальне та емоційне усвідомлення мови для боротьби з негативними особистими наративами та сприяння мирному вирішенню конфліктів. Ground об'єднується з некомерційною організацією Defy Ventures, яка займається такими соціальними проблемами, як масове ув'язнення та рецидивізм, щоб запропонувати програми у в'язниці штату Керн-Веллі та школі Найтінгейл у Стоктоні, Каліфорнія.

## Особисте життя
Із 2008 року Проктер перебуває у стосунках з музикантом Полом Браяном. 8 грудня 2010 року вона народила доньку Філіппу Френсіс. Оскільки її вагітність не була включена в дев'ятий сезон CSI: Маямі, її поява була обмежена.
Проктер брала участь у різних тріатлонах і марафонах. Вона затята гравчиня в у покер і брала участь принаймні в одному покерному турнірі зі знаменитостями. Проктер також співає в кавер-гурті 1980-х, яка спочатку називалася White Lightning, а згодом перейменована на Motion. Проктер була волонтеркою у Програмі молодих оповідачів і в притулках для бездомних.
Цікавиться оздобленням інтер'єру та антикваріатом, які застосувала, прикрашаючи будинок в іспанському стилі 1921 року, яким вона володіє в Лос-Анджелесі. Під час страйку Гільдії письменників у 2007—2008 роках вона спроєктувала будинок для друга в Сент-Джоні, Американські Віргінські острови, і, згідно з журналом People 's Country Special за березень 2009 року, прикрасила будинок Кенні Чесні в Малібу. Вона також була запрошеною суддею на телевізійному шоу «Дім і сад» Summer Showdown. Проктер була головною доповідачкою на початку весни 2019 року в її альма-матер, Університеті Східної Кароліни.

## Фільмографія

### Фільм
| рік      | Назва                  | Роль            | Примітки       |
| -------- | ---------------------- | --------------- | -------------- |
| 1995 рік | Залишаючи Лас-Вегас    | Деббі           |                |
| 1996 рік | Джеррі Магуайер        | Колишня подруга |                |
| 1997 рік | The Girl Gets Moe      | Таммі           |                |
| 1997 рік | Сімейний план          | Джулі Рубінс    |                |
| 1999 рік | Гвіневра               | Сьюзен Слоун    |                |
| 1999 рік | Назавжди чудово        | Тіффані Дол     |                |
| 1999 рік | Постріли в тіло        | Вітні Браянт    |                |
| 2006 рік | Будинок великої мами 2 | Лія Фуллер      |                |
| 2008 рік | Товарообіг             | Ліліан Чайт     | Короткий фільм |
| 2010 рік | Баррі Мандей           | Дебора          |                |
| 2016 рік | Любов Вічна            | Гелен           | [ 20 ]         |

### Телебачення
| Year            | Title                                           | Role                         | Notes                                                       |
| --------------- | ----------------------------------------------- | ---------------------------- | ----------------------------------------------------------- |
| 1992            | Great Scott!                                    | Dream Girl                   | Episode: «Stripe Gripe»                                     |
| 1993            | Gloria Vane                                     | Peggy                        | Television film                                             |
| 1995            | Ренегат                                         | Бренда                       | Episode: «Living Legend»                                    |
| 1995            | Platypus Man                                    | Mindy                        | Episode: «NYPD Nude»                                        |
| 1995            | Fast Company                                    | Roz Epstein                  | Television film                                             |
| 1995            | Друзі                                           | Annabel                      | Episode: «The One with the Breast Milk»                     |
| 1996            | Лоїс і Кларк: Нові пригоди Супермена            | Лана Ленг                    | Episode: «Tempus, Anyone?»                                  |
| 1997            | The Dukes of Hazzard: Reunion!                  | Mavis                        | Television film                                             |
| 1997            | Ранковий випуск                                 | Коллін Дамскі                | Episode: «A Regular Joe»                                    |
| 1997            | Breast Men                                      | Laura Pierson                | Television film                                             |
| 1997            | Журнал мод                                      | Ведуча                       | Episodes: «Back Issues», «Just Shoot Me»                    |
| 2000–2002, 2006 | The West Wing                                   | Ainsley Hayes                | Recurring role, 12 episodes (seasons 2–3), guest (season 7) |
| 2001            | Submerged                                       | Frances Naquin               | Television film                                             |
| 2002            | csi: Місце злочину                              | Калі Дюкейн                  | Episode: «Cross-Jurisdictions»                              |
| 2002–2012       | CSI: Miami                                      | Калі Дюкейн                  | Main role, 232 episodes                                     |
| 2013            | Білий комірець                                  | Аманда Калавей               | Episodes: «The Original» and «In the Wind»                  |
| 2020            | A West Wing Special to Benefit When We All Vote | Narrator of Stage Directions | Television special                                          |